# Diòcesi de Fidene
La diòcesi de Fidene (en llatí: Dioecesis Fidenatensis) és una seu suprimida i bisbat titular de l'Església catòlica.

## Història
La seu bisbal era la ciutat de Fidene, avui una fracció de la ciutat de Roma. La historiografia antiga ha atribuït a Fidene dos bisbes: Geronci i Justí, esmenats respectivament el 502 i el 680. Lanzoni encara manté que aquests dos bisbes no pertanyien en absolut a Fidene, sinó a Cervia el primer, i a Voghenza el segon.
Avui Fidene sobreviu com a seu bisbal titular; l'actual arquebisbe a títol personal titular és Giacinto Berloco, antic nunci apostòlic a Bèlgica i Luxemburg.

## Cronologia dels bisbes
- Geronci † (esmenat el 502) ?
- Justí † (esmenat el 680) ?

## Cronologia de bisbes titulars
- Maffeo Giovanni Ducoli † (22 abril 1967 - 7 octubre 1975 nomenat bisbe de Belluno i Feltre)
- Giacomo Biffi † (7 desembre 1975 - 19 abril 1984 nomenat arquebisbe de Bolonya)
- Giacinto Berloco, des del 15 març 1990